# Navio de guerra helenístico

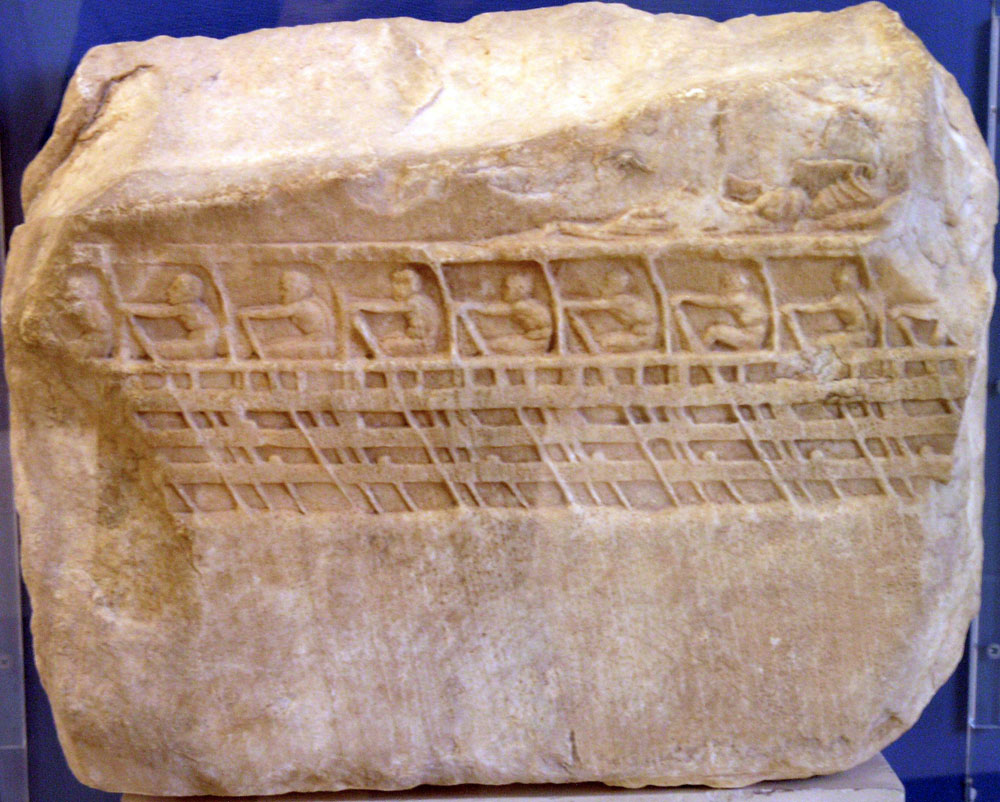
Lenormant Trireme Relief

A partir do século IV a.C., novos tipos de galés apareceram no mar Mediterrâneo Oriental a partir do trirreme, transformando a guerra naval. Surgiram navios maiores e mais pesados, incluindo alguns dos maiores navios em madeira construídos na época. Estes desenvolvimentos surgiram durante o Período helenístico no Oriente Médio, mas também viriam a serem compartilhadas pelas futuras potências navais antagônicas do Mediterrâneo Ocidental, Cartago e a República Romana. Enquanto os ricos reinos Diádocos construíram enormes navios de guerra ("polirremes"), Cartago e Roma durante as Guerras Púnicas, basearam-se principalmente em navios de calados de médio porte, ao mesmo tempo que os territórios de tradição naval periféricos às potências empregavam um conjunto de pequeno calado e de manobra rápida. Após o estabelecimento da hegemonia romana no Mediterrâneo na Batalha de Ácio, o nascente Império Romano seguiu, então, sem reais ameaças ao seu poderio naval. No século I d.C, os navios de guerra maiores foram gradualmente substituídos pelo Liburna, uma espécie de navio leve, até que, pela Antiguidade Tardia, o conhecimento da sua construção foi esquecido.

## Etimologia

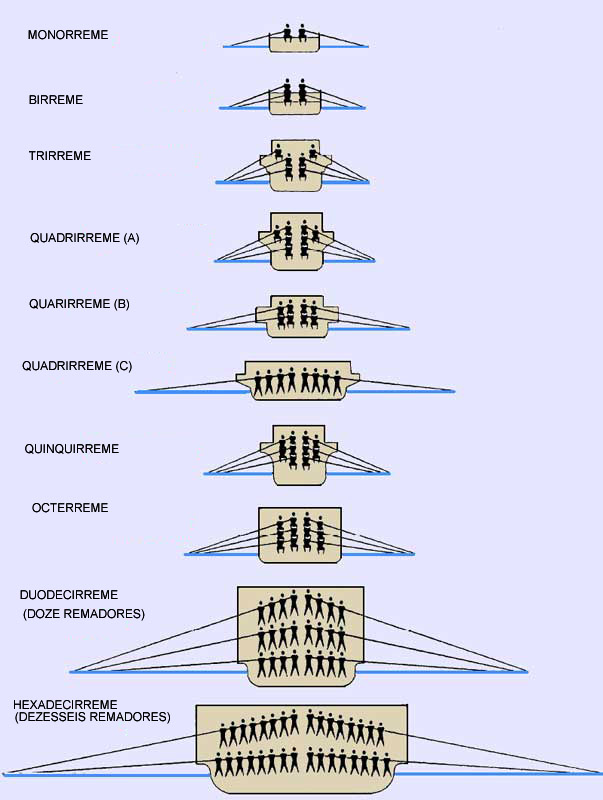
Relação da quantidade de remadores/Bordo e etimologia de embarcações da antiguidade helenística

É através da etimologia utilizada que pode-se identificar as reais dimensões que devia ter a embarcação. Os navios da antiguidade helenística possuem sua classificação relacionada com o número de remadores dos patamares sobrepostos de cada bordo; consiste basicamente numa palavra composta por um prefixo-numeral e o sufixo "reme".

### Tradição Marítima
Torna-se inviável discorrer sobre o poderio naval-militar do período sem antes comentar as influências tomadas das tradições marítimas herdadas dos marinheiros anteriores; o delta do Nilo, as colônias fenícias espalhadas pela bacia mediterrânea, da-se ênfase a bem sucedida colônia fundada na costa do golfo de Tunes, aquela que viria a ser o berço da civilização cartaginesa, a península balcânica, territórios Insulares, como foi a civilização minoica em Creta, da cidade de Rodes nas ilhas do Dodecaneso, unidos pelo mar intercambiaram conhecimentos de todas as áreas e proliferou o comércio. A civilização que possuísse a superioridade náutica teria sérias vantagens sobre as demais devido à importância que as Rotas de comércio tomaram para esta civilizações.

#### Dos navios mercantes aos navios de guerra
A construção das embarcações passaram pelas adaptações necessárias para fazer a guerra no mar, o rostro, o design do costado, as dimensões do casco e o meio de locomoção são os exemplos mais claros dessa nova tecnologia na prática; diferentemente da arquitetura dos mercantes, os navios de guerra careciam de agilidade e poder ofensivo, as estrutura que permitiram tais qualidades derivaram uma boca menor para melhorar o deslocamento hidrodinâmico, eram de pequena autonomia uma vez que o espaço interior era preenchido por fileiras de galerianos o que limitava a carga de provisões a bordo. Quanto maior fosse o número de galerianos maior seria o deslocamento promovido o que significa agilidade ou maior impacto ao abalroar a embarcação inimiga com o rostro da proa. A embarcação era propelida à remo quando em combate, quando não, eram içadas as velas dos mastros, geralmente um mastro principal e um menor na região do convés de vante(proa). Não por acaso os principais pólos da construção naval eram localizados, geralmente, próximo a uma floresta densa e uma cidade de boa geografia portuária; a geografia deveria ser propícia a abrigar a frota mercante dos ventos, marés e correntes marítimas além de possuir uma entrada defensável, ou seja, que obrigasse a frota inimiga a tomar posição vulnerável às forças defensivas do porto; a proximidade com bosques densos facilitava o processo de extração e transporte da madeira necessária para o navio, peças como a quilha e mastro principal eram feitas em grandes peças, dependendo das dimensões poderiam ser peças maciças, inteiriças; geralmente o método de construção derivava do tradicional modelo de concha, onde, por sobre a quilha se cravavam as traves que constituíam o cavername
Uma das maiores dificuldades estava na manutenção do caminho seguido numa viagem, a Derrota, o meio de manobra de que os navios dispunham eram um ou dois remos anexados na popa de forma a cortar o mar como o leme faria, esse meio era mais trabalhoso já que devia contar com extrema coordenação do movimentos para atingir a velocidade e posição necessárias nas manobras ofensivas.

#### As Cidades-Portuárias

Itinerário da Campanha de Alexandre

Dentre as cidades-estado banhadas pelo mediterrâneo algumas destacaram-se pelo potencial que agregaram em si, militar ou comercial, e isto estava vinculado diretamente ao seu poderio naval e eventuais vantagens do terreno. Alexandria, fundada em 331 a.C., por Alexandre, significou para o território do Egito a polarização da burocracia, posteriormente, Ptolomeu tornou-se soberano e instaurou sob o litoral dos territórios fenícios e Mar Egeu sua superioridade marítima. Tiro, cidade que marcou a campanha pela resistência oferecida, juntamente com  Halicarnasso, Cós e Quio, posições avançadas em Sifno e Andros e mesmo uma base em Galípoli, no Helesponto seriam as pricipais bases navais das flotilhas persas.

#### Contextualização da frente macedônica no mar Mediterrâneo Oriental

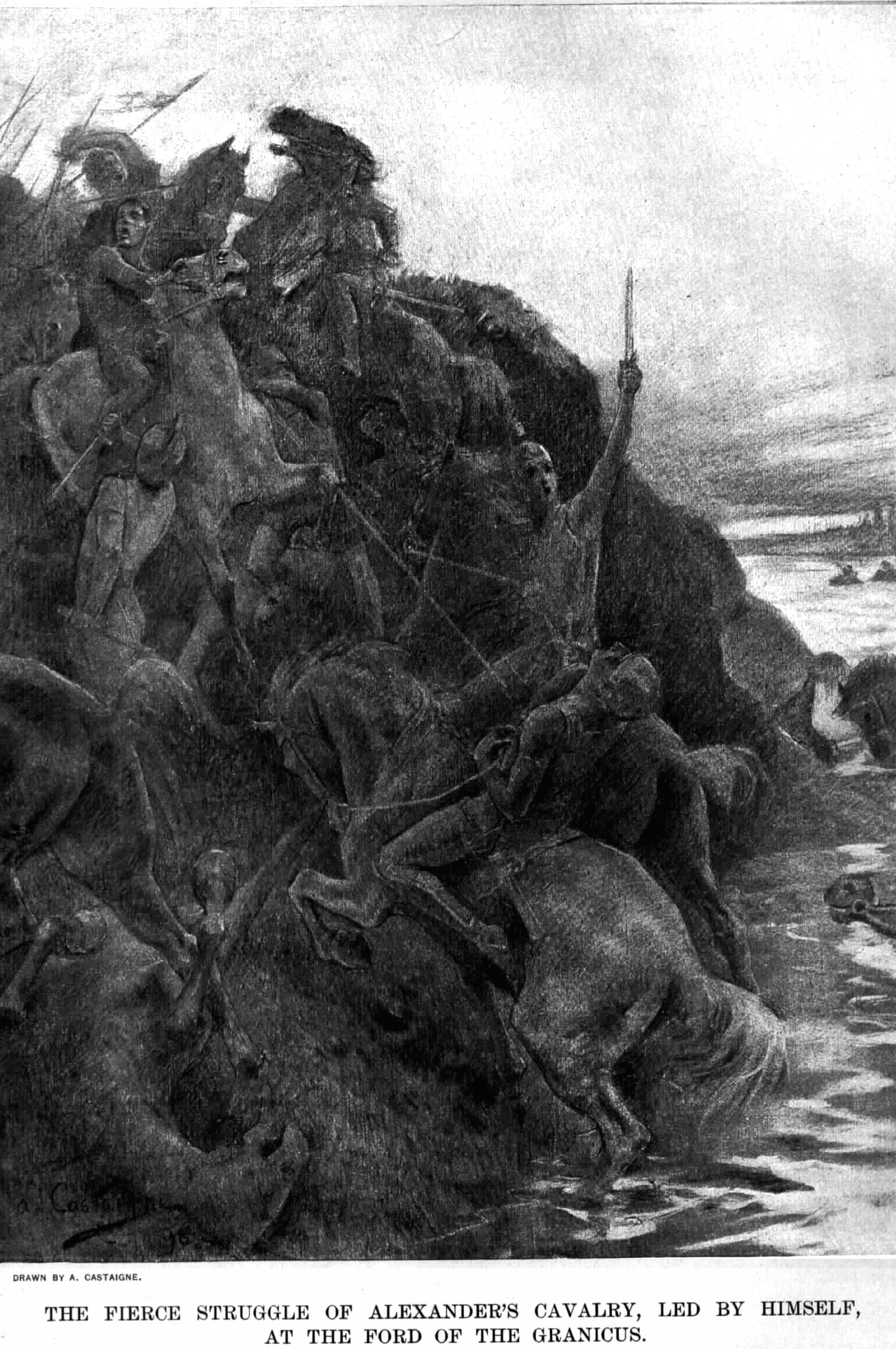
A luta feroz da cavalaria de Alexandre na Passagem do rio na Batalha de Grânico por Andre Castaigne (1898-1899)

Alexandre iniciou sua ofensiva em desembarque pela anatóliana primavera de 334 a.C, e apesar do potencial militar do império aquênida a resistência oferecida não se mostrou suficiente para rechaçar as forças gregas, é possível que Dario tenha interpretado a ofensiva como fadada ao insucesso e deixou a defesa da região a cargo das forças aliadas locais, fato que pode ter permitido a Alexandre, após submeter a cidade de Grânico, marchar para o sul, Panfília, o que evidenciou uma tendência da campanha, Alexandre baseando-se na superioridade técnica de sua força terrestre avança logo nos primeiros anos sobre portos militares em que estavam baseados as flotilhas persas, e em 332 a.C.a superioridade marítima é Macedônica, e desta forma num único movimento garantiu sua retaguarda e capturou a esquadra persa, além de seguir até o Egito e impor sua autoridade, o que ocorreu sem maiores resistências.

### Acréscimos Navais
No século IV a.C., os gregos começaram a aprimorar a construção naval para navios maiores. É creditado Dionísio I de Siracusa pelo desenvolvimento de quadrirremes e quinquerremes, utilizar um Quinquerreme significava dispor de mais espaço para remadores e guerreiros a bordo quando comparado com uma Trirreme; durante as Guerras Púnicas, os romanos capturaram uma versão cartaginesa do quinquerreme, e mais tarde substituídos por embarcações menores.
Plutarco relata que Demetrio Poliórcetes continuou aprimorando sues navios. Ele chegou ao calado de Tridecirremes, e mais tarde, Quinquedecirremes, e Hexadecirremes.
A técnica do abalroamento continuava sendo uma estratégia essencial da guerra no mar, entretanto, esta geralmente resulta no afundamento do adversário, posteriormente, as flotilhas romanas equipam algumas embarcações com uma ponte levadiça, o corvus que poderia ser abaixada e cravada no convés adversário, o que tornava possível a abordagem e captura da embarcação inimiga.